# Neptis amboides
Neptis amboides är en fjärilsart som beskrevs av Moore 1882. Neptis amboides ingår i släktet Neptis och familjen praktfjärilar. Inga underarter finns listade i Catalogue of Life.